# Phainopepla
Phainopepla is een geslacht van zangvogels uit de familie van de Ptiliogonatidae. De wetenschappelijke naam van het geslacht is voor het eerst geldig gepubliceerd in 1858 door Baird.

## Soorten
De volgende soort is bij het geslacht ingedeeld:
- Phainopepla nitens – Zwarte zijdevliegenvanger